# Африканский музей (Лион)
Африканский музей (фр. Musée africain) — музей, находящийся в городе Лион, Франция. Является частным музеем и одним из старейших музеев, посвящённых африканской культуре во Франции. Собрание музея состоит в основном их экспонатов из Западной Африки. Музей находится по адресу Cours Gambetta, 150.
Музей был создан в 1861 году католической миссионерской организацией «Общество африканских миссий» по инициативе священника Огюстена Планка, который был генеральным настоятелем этого общества. Огюстен Планк обязал миссионеров, работавших в Дагомее, привозить во Францию предметы африканской материальной и религиозной культуры.
С 1998 года музей временно не работал из-за реконструкции здания, в котором он находился. 28 января 2001 года после реставрации музей был снова открыт для публичного посещения.
В настоящее время площадь музея составляет 759 квадратных метров, где представлена постоянная выставка, демонстрирующая 2.126 экспонатов. Постоянная выставка разделена на три темы: повседневная, общественная и религиозная жизнь африканцев.
Музей также организует временные выставки, демонстрирующие современную жизнь народов Африки.